# Zaida Muxí
Zaida Muxí Martínez (Buenos Aires, 1964) és arquitecta i urbanista llicenciada a la Facultat d'Arquitectura, Disseny i Urbanisme (Universitat de Buenos Aires), doctora per l'Escola Tècnica Superior d'Arquitectura de Sevilla i professora a l'Escola Tècnica Superior d'Arquitectura de Barcelona. És codirectora juntament amb Josep Maria Montaner del Màster Laboratori de l'Habitatge del Segle XXI de la Universitat Politècnica de Catalunya. Col·labora en el suplement Cultura/s de La Vanguardia. És reconeguda per la seva experiència en qüestions d'espai i gènere. Va ocupar el penúltim lloc en la llista de Ricard Gomà Carmona (ICV) de la candidatura per Barcelona a les eleccions municipals espanyoles de 2011.

## Publicacions
Des de 2009 dirigeix Visions, la revista de l'Escola Tècnica Superior d'Arquitectura de Barcelona.
- El espacio público: ciudad y ciudadanía (Electa, 2003)
- Elemental, reflexiones en torno a la vivienda mínima (Edicions ETSAB, 2004)
- La arquitectura de la ciudad global (Gustavo Gili, 2004)
- Sota les llambordes, la platja = bajo los adoquines, la playa (Eumo, 2007)
- Habitar el presente: herramientas para la vivienda del siglo XXI (2011)